# Kernavė

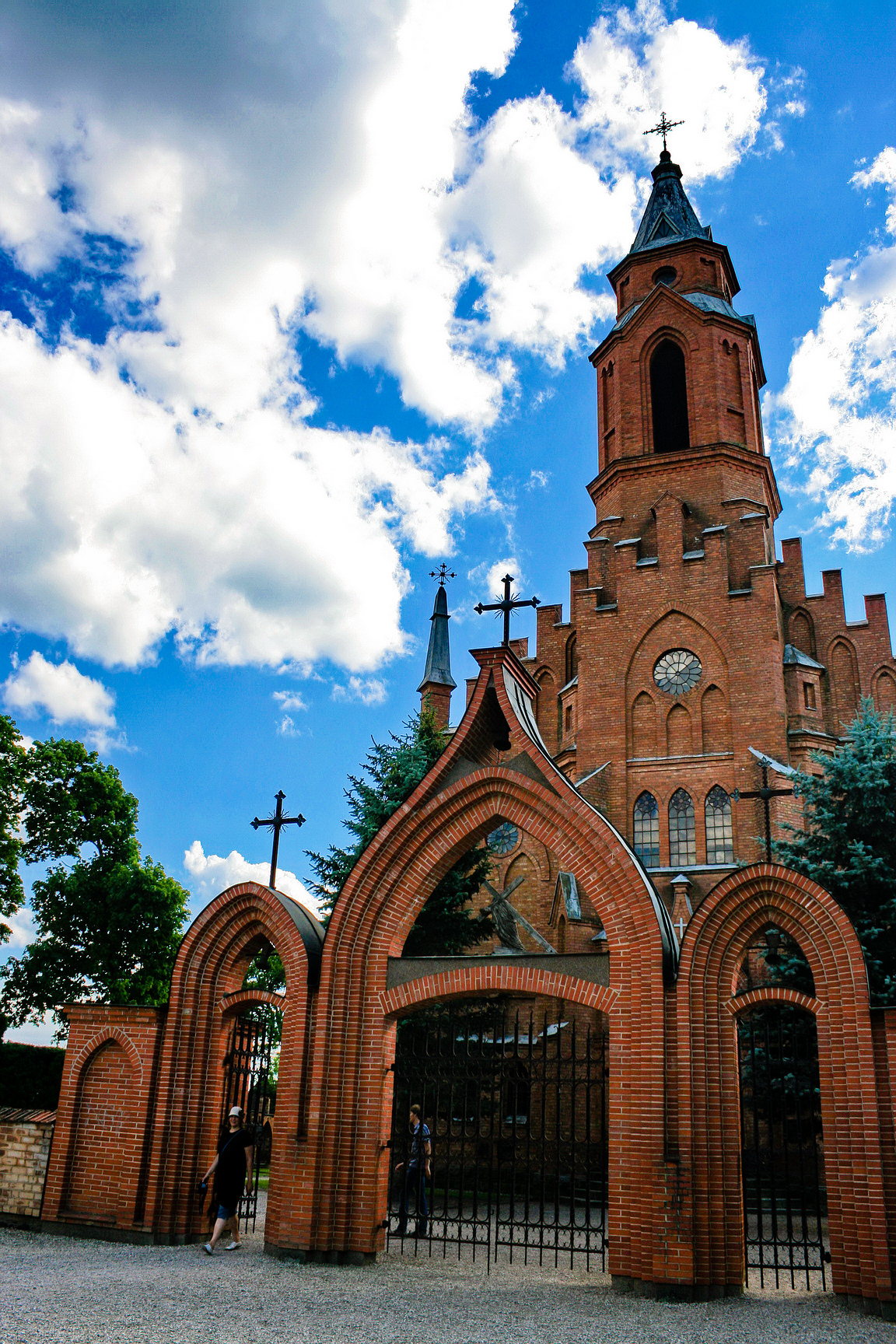
Iglesia de Kernavė, construida en 1920

Kernavė es una localidad situada en el municipio de Širvintos, Lituania. Según el censo de 2021, tiene una población de 238 habitantes.
Fue la capital medieval del Gran Ducado de Lituania y hoy es un pueblo turístico y arqueológico. Una reserva cultural estatal de Lituania fue establecida en Kernavė en 2003.
En 2004 el sitio arqueológico de Kernavė fue incluido en la lista del Patrimonio de la Humanidad de la UNESCO.

## Información geográfica
La localidad está situada cerca del meandro del Neris y el valle de Pajauta, próxima a la zona de los históricos montículos llamados piliakalnis. Kernavė se encuentra en la orilla derecha del río Neris, en la terraza del Neris superior. La distancia a Širvintos es de 21 km y a Vilna, 35 km. Está cerca de las autopistas Vilna-Kaunas (18 km) y Vilna-Panevėžys (17 km). Es posible viajar a Kernavė desde Vilna por el río Neris.

## Historia
La superficie de Kernavė estuvo habitada de forma dispersa a finales de la época paleolítica, con el número de asentamientos incrementándose significativamente en la época mesolítica y neolítica.
La ciudad fue mencionada por vez primera en 1279, cuando como la capital del gran duque Traidenis, fue asediada por los Caballeros Teutónicos. En 1390, los caballeros quemaron la ciudad y sus edificios en el valle de Pajauta, incluyendo el castillo. Después de este ataque, la ciudad no fue reconstruida y los residentes que quedaban se movieron a la cumbre de la colina en lugar de permanecer en el valle.
En años posteriores, los restos de la ciudad fueron cubiertas con una capa de tierra aluvial, que formó turba húmeda. Conservó la mayor parte de los restos intactos y es tesoro oculto para los arqueólogos, llevando a algunos a llamar a Kernavė como la «Troya de Lituania».
El lugar se convirtió de nuevo en tema de interés general a mediados del siglo XIX, cuando un escritor romántico, Feliks Bernatowicz, describió la región en su novela "Pojata, córka Lizdejki" («Pajauta, la hija de Lizdeika», Varsovia, 1826). Los fuertes en la colina fueron excavados pronto por los hermanos Tyszkiewicz y luego por Władysław Syrokomla (1859). Después de la SGM, los trabajos de excavación se reiniciaron por la Universidad de Vilna en 1979, y luego de nuevo por el Instituto Lituano de Historia entre 1980-1983. La reserva cultural estatal de Kernavė se creó en 2003.

## Arquitectura

### La iglesia

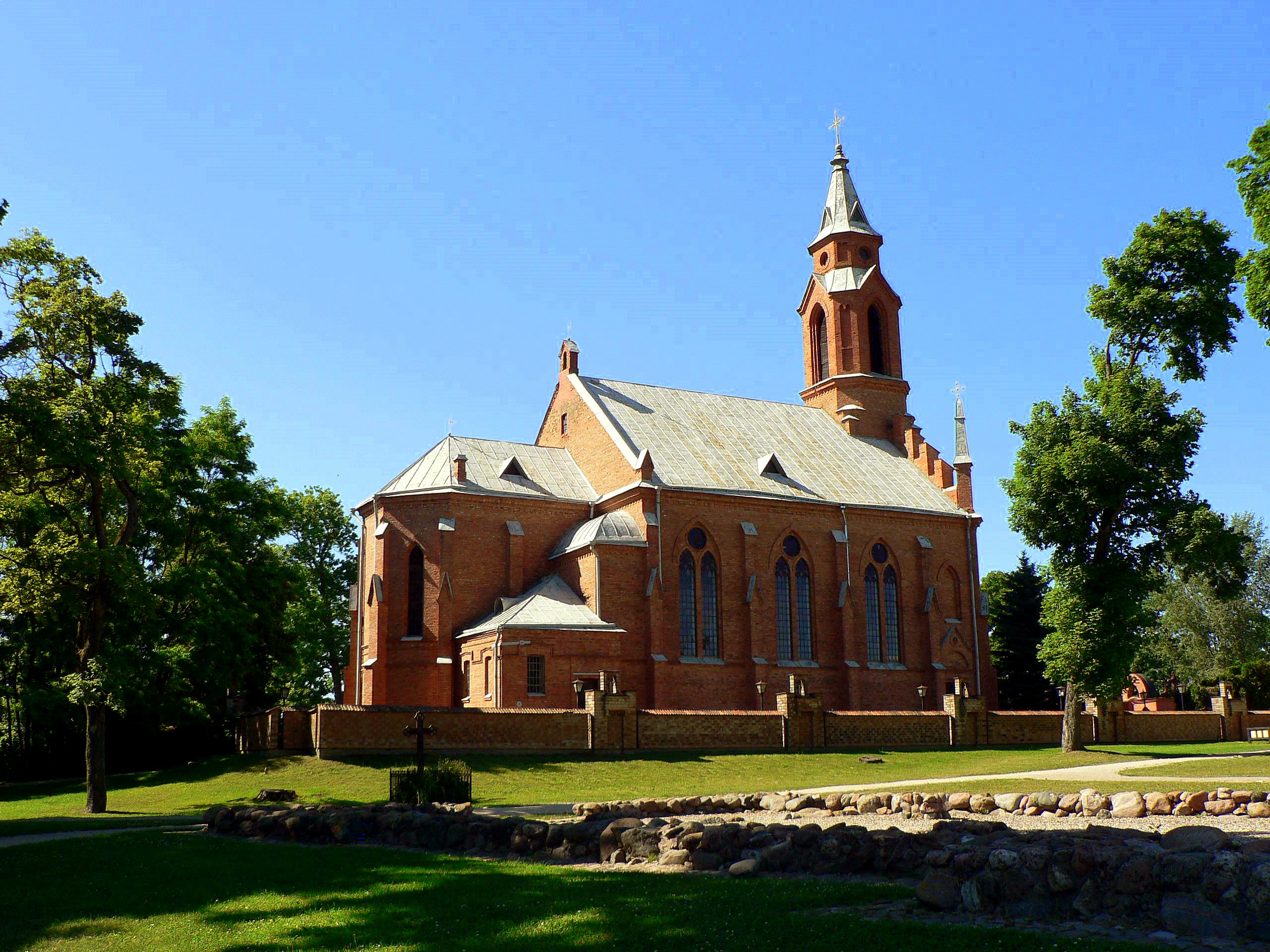
La nueva iglesia y los cimientos de la antigua.

Junto a la iglesia actual está el cementerio de la iglesia antigua. Los cimientos de la iglesia construida en 1739 han sido excavados. Esta iglesia de madera se trasladó en 1935 a Krivonys. Un monumento de hormigón con un cruz erigida en 1930 durante las celebraciones del 50.º aniversario de la muerte de Vitautas sirve de recordatorio de la iglesia de Vytautas construida en 1420.
En los terrenos de las antiguas iglesias fue enterrada la gente de Kernavė desde el siglo XV al XIX. Cerca se alzan dos capillas. La capilla de madera es un ejemplo de arquitectura popular. Se cree que fue construida a finales del siglo XIII en el terreno de Kernavelė y trasladada a la iglesia de Kernavė. A finales del siglo XIX la iglesia lo usó como lugar de almacenaje. En 1920 se construyó una nueva iglesia, y la capilla comenzó a decaer, pues ya no era parte de la iglesia. En 1959 fue reparada y se restauró en 1993-1994. El edificio pertenece a la parroquia de Kernavė. Se usa para mostrar exposiciones de escultura eclesiástica de madera.

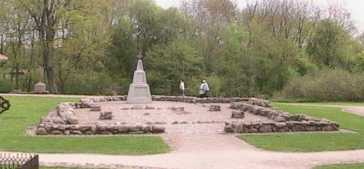
Los cimientos de la antigua iglesia

La capilla de ladrillo del siglo XIX alberga el mausoleo de la familia Romer. Fue construida en 1851-1856 por el terrateniente Stanisław Romer. La capilla fue construida de ladrillo y escayola y es un ejemplo de clasicismo tardío. Es pequeña y tiene una planta octogonal, lo que es inusual en el clasicismo. Dentro, hay una apertura en el suelo que lleva a la cripta. Los ataúdes se metían en los nichos y se tapaban con ladrillo. Dentro de la capilla, el altar, construido en piedra, ha sobrevivido. A lo largo de las paredes laterales hay bancos negros. Placas conmemorativas con el blasón y los nombres de miembros de la familia Riomeriai están unidas a las paredes. Después de la PGM descuidaron la capilla. Fue reparada en 1959 y 1987. En la actualidad la capilla pertenece a la parroquia de Kernavė. Ambas capillas están situadas en la reserva histórica y arqueológica de Kernavė. La iglesia actual fue construida entre 1910 y 1920. Predominan elementos neogóticos en la arquitectura.
En los años ochenta, por iniciativa de monseñor Česlovas Krivaitis, se reparó el cementerio, se construyeron nuevas puertas y el altar y el interior se restauraron. El cementerio está decorado con estaciones del Viacrucis, organizadas por la artista Jadvyga Grisiūtė. En el cementerio hay dos monumentos erigidos para conmemorar el 600º aniversario de la cristianización y el 700º aniversario de la primera mención en fuentes escritas del nombre de Kernavė. El primer monumento representa un hogar y una espada, la transición del paganismo al cristianismo; el segundo, un caballero con una espada de pie entre las puertas de la ciudad, la parte principal del escudo de la ciudad. Se incorporaron ruedas de molino a la estructura de ambos monumentos. La tumba del sacerdote, escritor y promotor de la historia de Kernavė, Nikodemas Švogžlys-Milžinas está cerca del monumento que conmemora el 700º aniversario de Kernavė.
En la iglesia hay varias piezas de arte valiosas. Se incluyen el altar, dos cuadros, dos esculturas, un altarcillo, tres cristales y una campana. El altar neobarroco está en la nave lateral. En su centro está pintada la Virgen María y a los lados columnas y esculturas de san Pedro y san Pablo. Otras cinco esculturas menores representan a santa María, dos ángeles y dos santos. Todas las esculturas son de estilo barroco. Los detalles arquitectónicos policromados del altar imitan el mármol, sus detalles son de bronce.

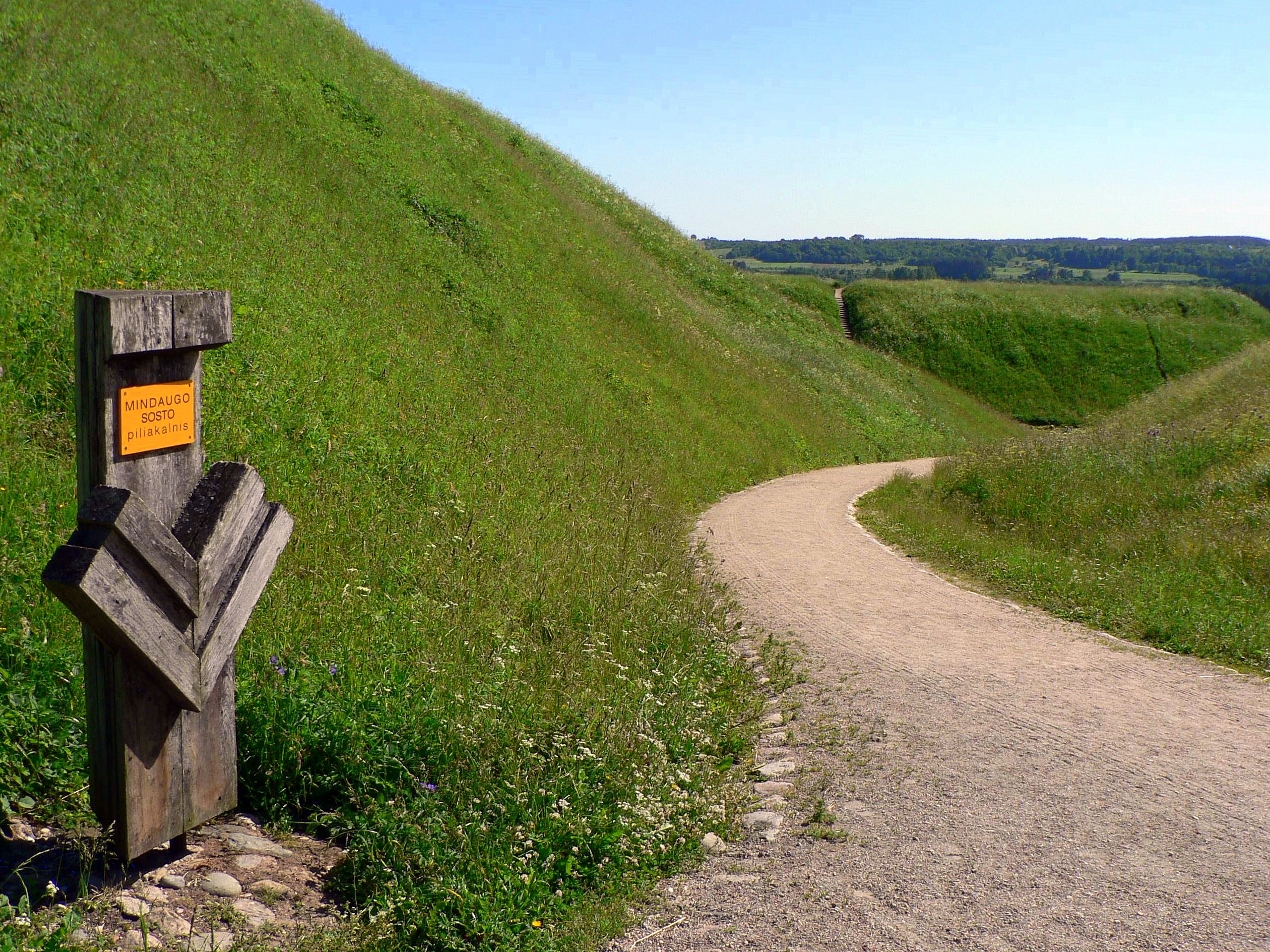
Entre los montículos de Kernavė, a los pies del «trono de Mindaugas».

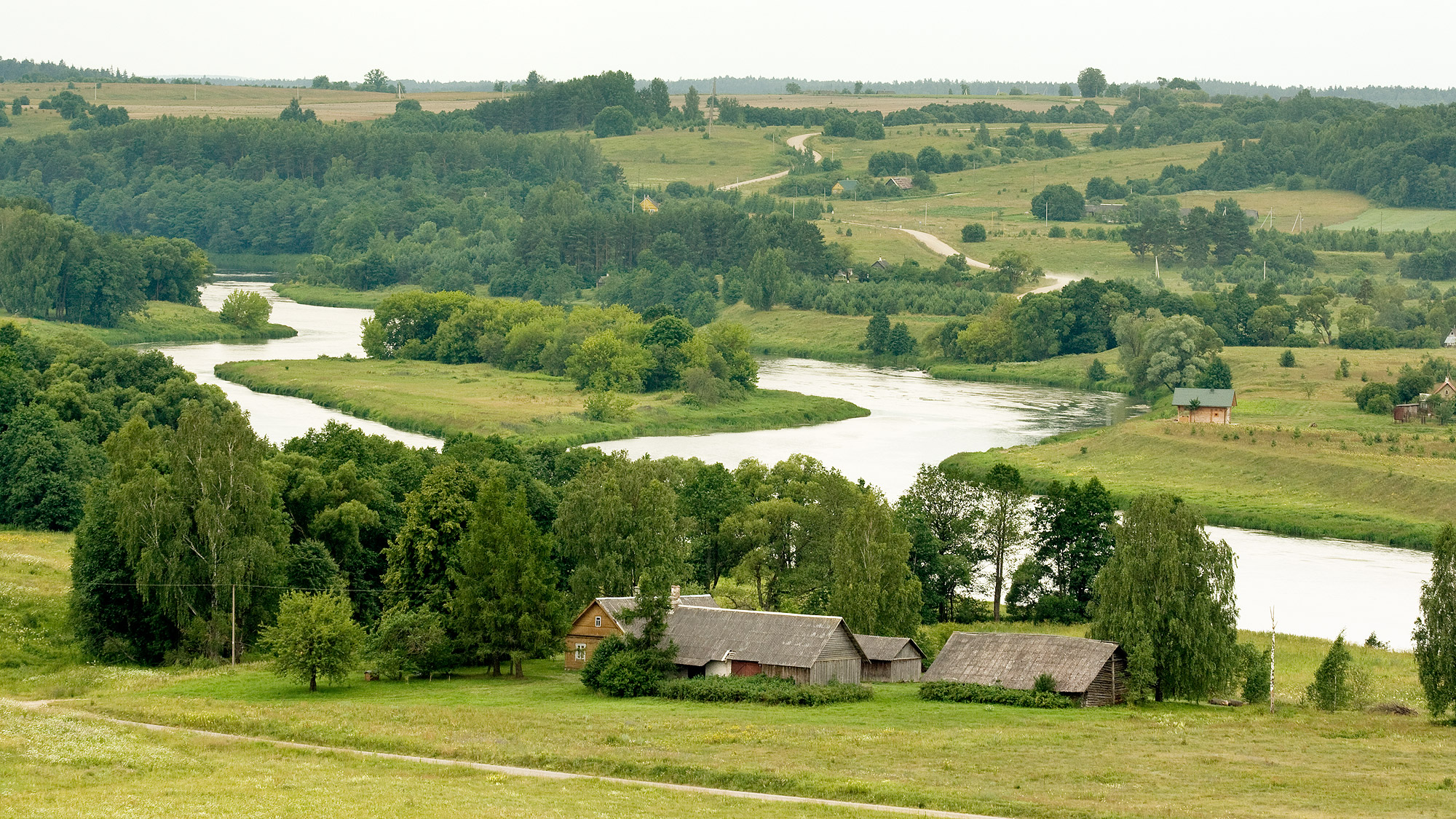
El río Neris cerca de Kernavė.

La pintura Marija Škaplierinė (óleo sobre lienzo y metal, 220x120 cm) está en el altar de la nave central. Fue pintada en 1816 y representa a la Virgen con Niño, Dios Padre y el Espíritu Santo en forma de paloma. La pintura La Sagrada Familia (óleo sobre lienzo, 143x104 cm) es del siglo XVIII. La pintura muestra a la Madre con el Niño y un cordero. En la parte posterior está san José y ángeles por encima. La composición es asimétrica y tiene diversas líneas de perspectiva.
Otras obras de arte son un pequeño altar de principios del XIX, dos vasos de la misma época, un vaso de comienzos del XVIII y una campana 
del XVII. La campana está hecha de latón de 45 cm de diámetro y fue fundida en Vilna en 1667. En los años 1980 gracias a los 
esfuerzos de monseñor Ceslovas Krivaitis, se construyó un presbiterio nada tradicional, y se limpiaron los 
alrededores.
En el presbiterio hay una exposición de la forma de vida de los parroquianos y reliquias históricas y sagradcas. En 1987 se abrió un museo de reliquias sacramentales en el antiguo presbiterio. En el salón parroquial esculturas de preguerra del Lobo de Hierro han sido reconstruidas. Las actividades culturales de la iglesia constribuyen en gran medida a la vida cultural e histórica de Kernavė. Un amplio pavimento lleva al centro de la ciudad desde el centro de la misma hasta la iglesia. El museo histórico y arqueológico estatal de Kernavė y la oficina del distrito se ha trasladado al centro cultural (arquitecto: A. Alekna).

### Escuela primaria
La escuela primaria de Kernavė es un edificio de dos pisos construido en 1929. Aquí el 28 de diciembre de 1930, el maestro J. Šiaučiūnas abrió la primera exposición del museo. Dedicó su vida a la obra cultural y educativa de esta escuela hasta su deportación el 14 de junio de 1941 por los soviéticos. Murió en Siberia el 17 de octubre de 1943. En 1998 se reparó y restauró el colegio. En 1998, por decisión del consejo del distrito de Širvintos, la escuela primaria de Kernavė recibió el nombre de Juozas Šiaučiūnas. En 1999 el colegio, y en el año 2000 el museo de Kernavė, conmemoró el 70.º aniversario de su fundación.
La antigua arquitectura de Kernavė está mejor conservada en las calles de Vilna y Kriveikiškio. En la parte central de la ciudad, los edificios sob principalmente de la época de posguerra. El asentamiento está en armonía con la belleza natural de sus alrededores. Al sur de la ciudad está la Reserva Histórica y Arqueológica, el relieve natural espectacular a ambos lados del Neris.

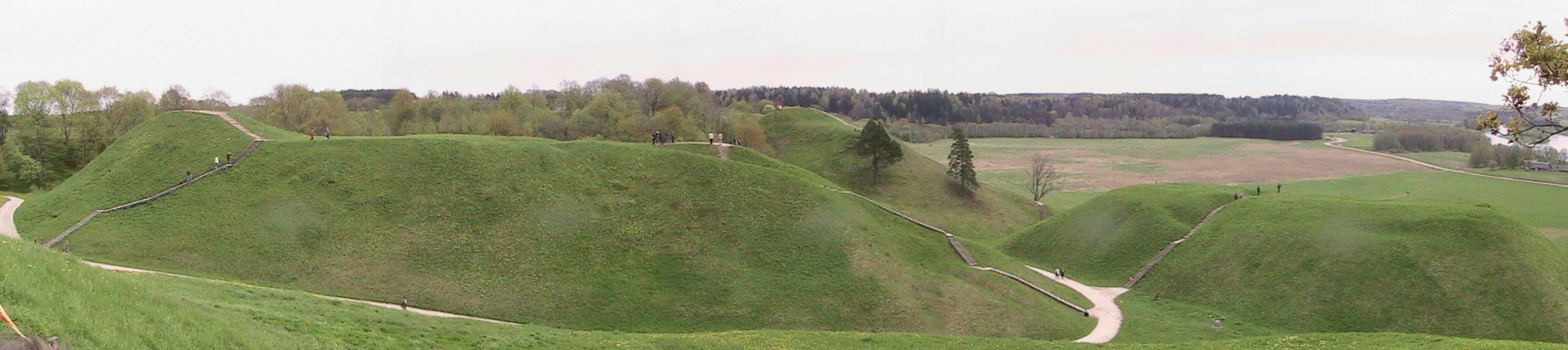
El panorama del valle de Pajauta, los montículos y el Neris cerca de Kernavė.

## Información turística

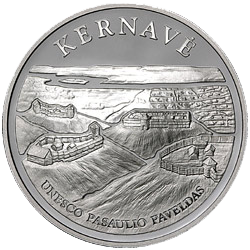
Litas moneda conmemorativa dedicada a Kernavė

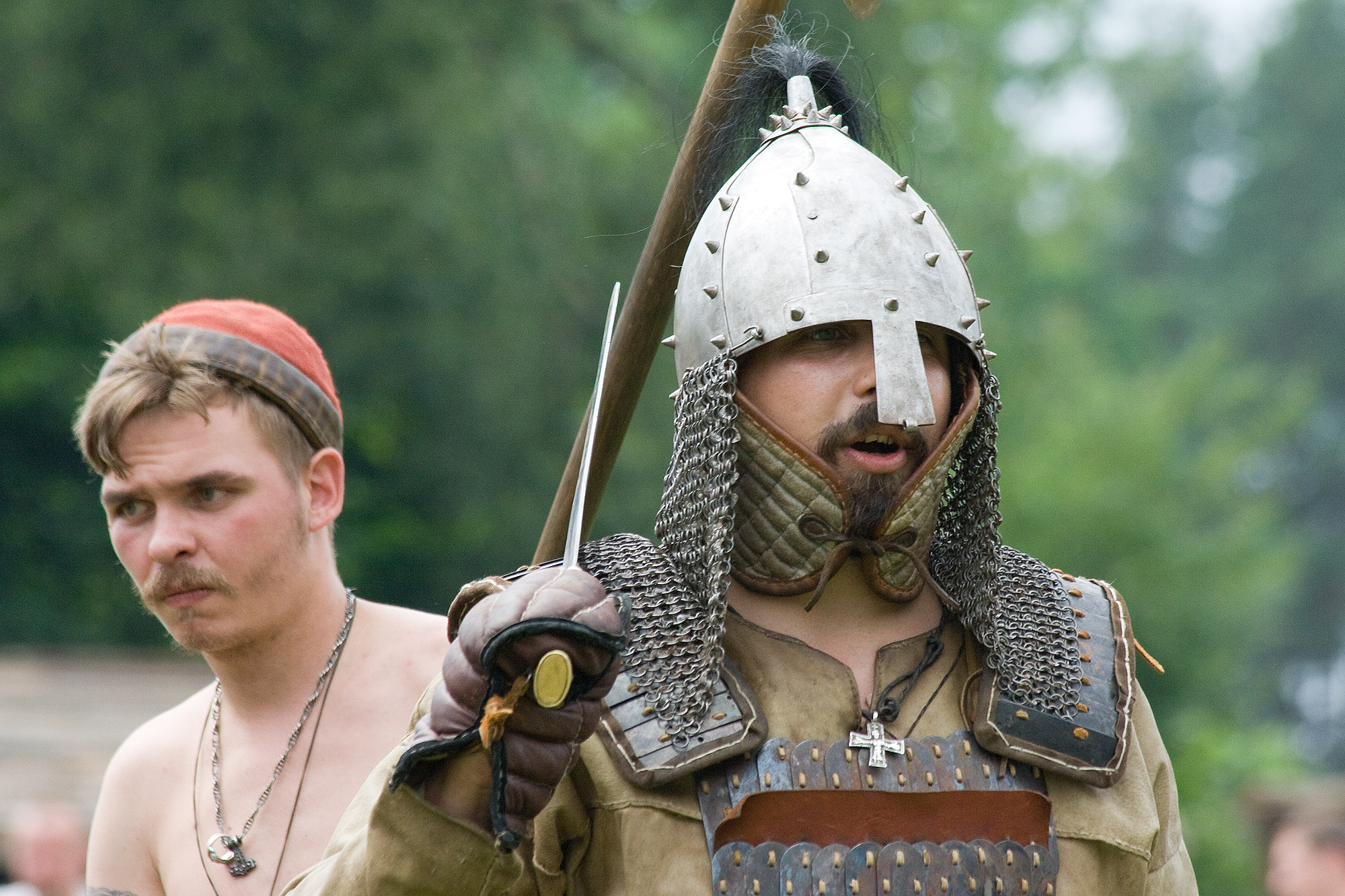
Luchas medievales durante el Festival Internacional de Arqueología Experimental, 5-7 de julio de 2008

Los turistas pueden encontrar las informaciones más actualizadas sobre los acontecimientos y las atracciones turísticas de los alrededores en el centro de información turística de Kernavė. En el verano Kernavė se llena de vida. Se organizan celebraciones y festivales de música folk. Se han celebrado expediciones arqueológicas durante más de 20 años, en las que intervienen arqueólogos lituanos y extranjeros, estudiantes y niños de escuela.
Kernavė es también famoso por sus festivales de Rasa tradicional. Ya en el año 1967 un grupo de estudiantes de universidad celebraron el primer festival Rasa, que más tarde se convirtió en una tradición. Durante varias décadas se usó como una forma de protesta contra el régimen soviético, que no consiguió prohibir el festival.
Kernavė es famosa por las celebraciones nacionales de la coronación de Mindaugas el 6 de julio. Ese día se celebra un festival, donde se presentan auténticas artesanías medievales, juegos de guerra y música folclórica. Los artesanos vienen del Báltico y de los países vecinos.